# Vùng Flanders
Vùng Flanders (tiếng Hà Lan: Vlaams Gewest) là một trong ba vùng chính thức của Vương quốc Bỉ, cùng với Wallonie và Vùng thủ đô Bruxelles. Vùng nằm ở phần phía bắc của đất nước với diện tích là 13.522 km² (44,29%  nước Bỉ) với dân số là 5,5 triệu người. Đây là một trong những khu vực có mật độ dân số cao nhất Châu Âu với khoảng 455 người/km².

## Chính trị
Ngay lập tức sau khi được thành lập, vùng đã thừa hưởng tất cả các điều luật của cộng đồng Flanders. Các cơ quan quyền lực của Flanders (Nghị viện Flanders, Chính phủ Flanders) là đại diện cho tất cả người Flanders, gồm cả những người sống tại Vùng thủ đô Bruxelles. Bởi thế, vùng Flanders được quản lý bởi thể chế Cộng đồng Flanders. Tuy nhiên, những thành viên của Nghị viện Flanders mà đắc cử tại Vùng thủ đô Bruxelles sẽ không có quyền bầu cử các cấp tại vùng Flanders.

## Hành chính

Các tỉnh của vùng Flanders

Vùng Flanders gồm 5 tỉnh, mỗi tỉnh gồm có các cơ quan hành chính và được chia tiếp thành các khu tự quản (có tổng cộng 308 khu tự quản tại Flanders)
Bruxelles có vùng riêng của mình, "Vùng Thủ đô Bruxelles" và bị tỉnh Brabant của vùng Flanders bao quanh. Tuy nhiên, bởi vì Bruxelles về mặt lịch sử vốn là một thành phố nói tiếng Hà Lan của tỉnh Brabant (nay đã bị Pháp hóa), nên thành phố thường được coi là một phần của vùng Flanders. Bruxelles bao gồm cả Cộng đồng Flanders và Cộng đồng nói tiếng Pháp, cả hai đều thành lập các cơ quan của họ tại Bruxelles.

## Thành phố
- Antwerpen (466,484)
- Ghent (234,602)
- Bruges (116,500)
- Leuven (95,232)
- Mechelen (78,480)
- Aalst (78,184)
- Kortrijk (73,376)
- Ostend (69,845)
- Hasselt (69,455)
- Sint-Niklaas (69,277)
- Genk (64,071)
- Roeselare (56,797)

## Ngôn ngữ

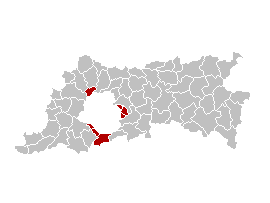
Các khu tự quản với khả năng ngôn ngữ gần Bruxelles

Ngôn ngữ chính thức của vùng Flanders là tiếng Hà Lan, thường được gọi một cách thông tục là Flemish. Các phương ngữ được sử dụng là Tây Flemish, Đông Flemish, Brabant và Limburg.
Tiếng Pháp có thể được sử dụng đôi chút trong hành chính tại những khu vực được gọi là "khu tự quản có khả năng ngôn ngữ" xung quanh Vùng Thủ đô Bruxelles và tại ranh giới với Wallonie
"Các khu tự quản vòng cung" (quanh Bruxelles là Drogenbos, Kraainem, Linkebeek, Sint-Genesius-Rode (tiếng Pháp: Rhode-Saint-Genèse), Wemmel và  Wezembeek-Oppem. Bruxelles nguyên là thành phố nói tiếng Hà Lan, nhưng đã bị Pháp hóa trong thế kỷ 19 và 20 và hiện có đại đa số dân cư nói tiếng Pháp. Một vài khu tự quản ở Flanders sáp nhập vào Bruxelles hiện cũng bị Pháp hóa.
Các khu tự quản với khả năng ngôn ngữ tại ranh giới với Wallonie là Bever (tiếng Pháp: Biévène), Herstappe, Mesen (tiếng Pháp: Messines), Ronse (tiếng Pháp: Renaix), Spiere-Helkijn (tiếng Pháp: Espierres-Helchin), Voeren (tiếng Pháp: Fourons).

## Giáo dục
Giáo dục tại Bỉ do các cộng đồng quy định. Tại Flanders điều này do Cộng đồng nói tiếng Hà Lan (tức Flemish) quy định và tại Bruxelles là do cả hai cộng đồng nói tiếng Pháp và Hà Lan